# Brenkenhof (Großderschau)
Brenkenhof ist ein Wohnplatz in der dem Amt Rhinow angehörigen Gemeinde Großderschau im Landkreis Havelland (Brandenburg). Die ehemalige Gemeinde wurde schon vor 1938 nach Friedrichsdorf eingemeindet, das seinerseits 1939 in die Gemeinde Großderschau eingemeindet wurde.

## Geschichte
In den 1770er Jahren wurden die überwiegend zum Amt Neustadt an der Dosse gehörenden Flächen des Rhinluch und der Dosseniederung entwässert und urbar gemacht. Dies war verbunden mit der Eindeichung der unteren Dosse, des Rhins und der Jäglitz. Auf den gewonnenen Flächen wurden eine ganze Reihe von neuen Kolonien angelegt, darunter auch Brenkenhof.
Schon 1770 hatte der Geheime Finanzrat Franz Balthasar Schönberg von Brenkenhoff die Gegend der neuen Kolonie durchreist und einen Plan zur Besiedelung entworfen. Im Frühling 1773 erhielten der Minister von Derschau, der Geheime Rat von Brenkenhoff und der Domänenrath Giese den Auftrag auf der Gülitz-Horst eine Kolonie anzulegen. Die 1773/4 auf der Gülitz-Horst angelegte Kolonie wurde zunächst nach dem Flurnamen benannt. Nur wenig später wurde sie Brenkenhof genannt, benannt nach dem Geheimen Finanzrat von Brenkenhof(f). Das Areal gehörte historisch gesehen zum brandenburgischen Kreis Ruppin.
Die neue Kolonie wurde mit acht pfälzischen Familien besetzt, von denen jede 50 Morgen erhielt, der Schulze Michel Güttel erhielt 2 Morgen mehr. Sie hatten 4 Freijahre. 1800 lebten in acht Wohnhäusern neben den acht Halbbauern mit ihren Familien 15 Einlieger in Brenkenhof. 1840 war die Zahl der Wohnhäuser auf neun gestiegen. 1860 standen dann elf Wohnhäuser und 15 Wirtschaftsgebäude. 1900 wurden schließlich schon 14 Wohnhäuser gezählt.
Schon vor 1938 wurde Brenkenhof nach Friedrichsdorf eingemeindet und war danach Ortsteil von Friedrichsdorf. Zum 1. Januar 1939 wurde Friedrichsdorf nach Großderschau eingemeindet. Heute ist Brenkenhof ein Wohnplatz der Gemeinde Großderschau. Die Gemeinde Großderschau gehört zum Amt Rhinow im Landkreis Havelland.
| Jahr      | 1775 | 1785 | 1800 | 1817 | 1840 | 1858 | 1895 | 1925 |
| Einwohner | 25   | 53   | 58   | 47   | 62   | 72   | 78   | 76   |

## Persönlichkeiten
- Adolf Rautmann (1869–1937), Zirkuskünstler, Schausteller und ein Berliner Original.

## Belege